# Siedlung 18, 19, 23

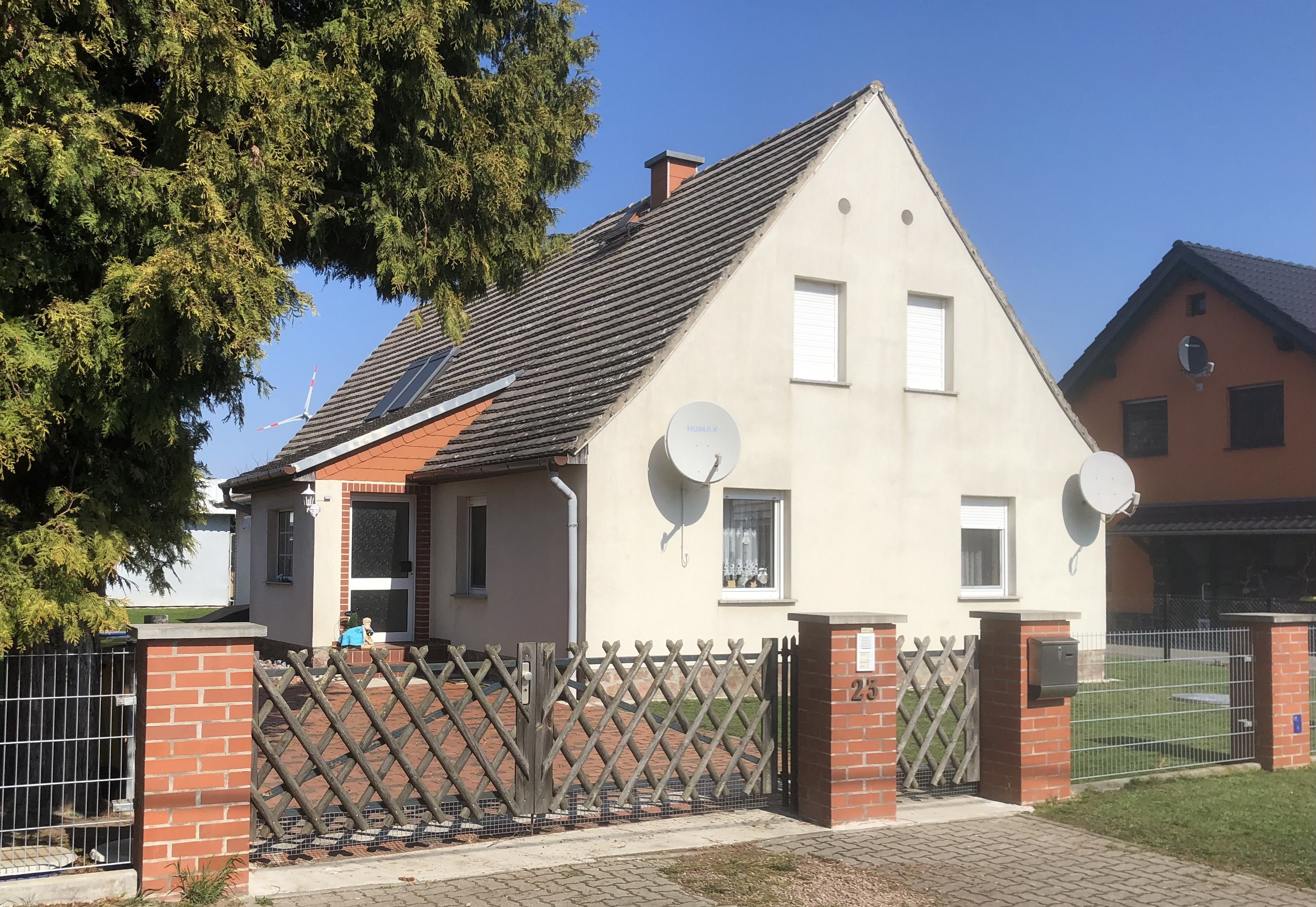
Haus Siedlung 23 im Jahr 2023

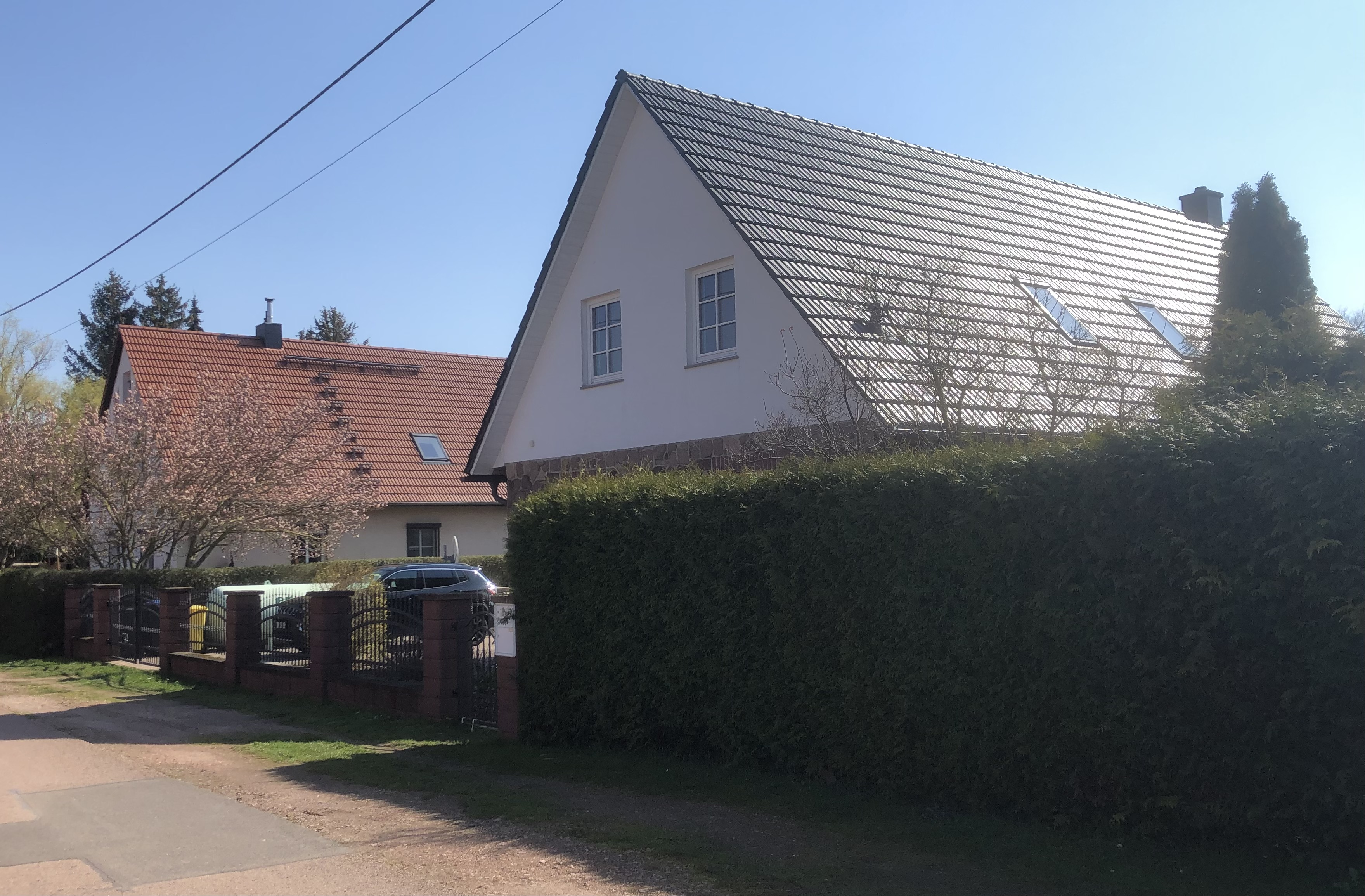
Nummer 18 im Jahr 2023

Siedlung 18, 19, 23 ist eine denkmalgeschützte Häusergruppe im Ortsteil Neutz in der Stadt Wettin-Löbejün in Sachsen-Anhalt.
Die Häuser befinden sich am nordöstlichen Ende der Ortslage von Neutz. Während die Häuser 18 und 19 südlich der Straße Siedlung liegen, befindet sich das Haus Nummer 23 auf der Nordseite.
Die Häusergruppe entstand als Teil einer Neubauernsiedlung in der Zeit um das Jahr 1950. Im Jahr 1997 wurde sie als relativ ungestört erhalten beschrieben. Später erfolgten durchaus Veränderungen, die das ursprüngliche Erscheinungsbild von Neubauernhäuser veränderte, so zumindest beim Haus Nummer 18.
Im Denkmalverzeichnis des Landes Sachsen-Anhalt ist die Häusergruppe unter der Erfassungsnummer 094 55017 als Denkmalbereich verzeichnet.